# Gare de Fouilloy
La gare de Fouilloy est une gare ferroviaire française de la ligne de Saint-Roch à Darnétal-Bifurcation,  située sur le territoire de la commune de Fouilloy, dans le département de l'Oise, en région Hauts-de-France.
Elle est mise en service en 1867 par la Compagnie des chemins de fer du Nord.
C'est une halte voyageurs de la Société nationale des chemins de fer français (SNCF), desservie par des trains régionaux.

## Situation ferroviaire
Établie à 202 mètres d'altitude, la gare de Fouilloy est située au point kilométrique (PK) 44,054 de la ligne de Saint-Roch à Darnétal-Bifurcation, entre les gares ouvertes de Poix-de-Picardie et d'Abancourt.

## Histoire
La station de Fouilloy est mise en service le 18 avril 1867 par la Compagnie des chemins de fer du Nord, lors de l'ouverture de l'exploitation voyageurs de la ligne d'Amiens à Rouen. L'ouverture du service des marchandises a lieu le 26 avril.
Dans la deuxième moitié du XXe siècle le bâtiment de la gare est détruit, seuls les quais et leurs abris voyageurs subsistent.
En 2009, la fréquentation de la gare était de 3 voyageurs par jour.

## Service des voyageurs

### Accueil
Halte SNCF, c'est un point d'arrêt non géré (PANG) à accès libre.

### Desserte
Fouilloy est desservie par les trains TER Hauts-de-France de la relation Abancourt – Amiens.

### Intermodalité
Le stationnement des véhicules est possible à proximité.
La gare est desservie par les lignes 612, 6103, 6113, 6124 et 6152 du réseau interurbain de l'Oise.